# Укмергський район
Укмергський район (Укмергське районне самоуправління, лит. Ukmergės rajono savivaldybė) — район у Вільнюському повіті. Центр — місто Укмерге.

## Населення
Населення району — 46 826 чол. (2005).
З них:
- 94,25 % — литовці;
- 3,53 % — росіяни;
- 0,69 % — поляки;
- 0,32 % — українці;
- 0,3 % — білоруси;
- 0,11 % — цигани.

## Населені пункти

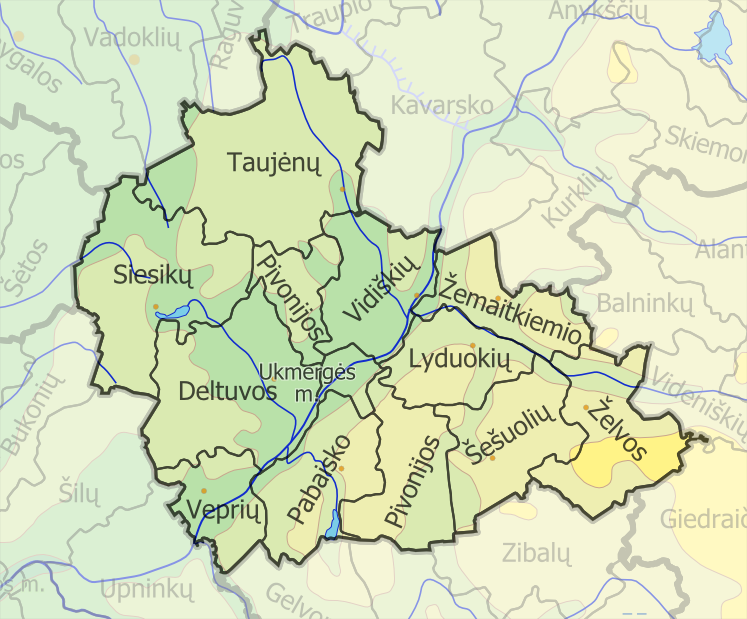
Староства Укмергського району

- 1 міста — Укмерге;
- 10 містечок — Дялтува, Лідуокяй, Пабайскас, Сесікай, Шешуоляй, Тауенай, Вепряй, Відішкяй, Жялва і Жемяткемис;
- 612 сіл.

Включає 12 староств:
- Дялтувське
- Лідуокяйське
- Пабайскське
- Півонійське (центр - Укмерге)
- Сесікайське
- Шешуоляйське
- Тауенайське
- Укмергське міське
- Вепряйське
- Відішкяйське
- Желвське
- Жемяткемиське

## Чисельність населення (2001)
- Укмерге — 28 759;
- Швентупе — 842;
- Вепряй — 663;
- Сесикай — 601;
- Дянава — 547;
- Видишкяй — 528;
- Жялва — 516;
- Дялтува — 503

## Райони побратими
- Унструт-Гайніх, Німеччина
- Веттерау, Німеччина
- Лівани, Латвія
- Тарново-Подґурне, Польща
- Сольвеборг, Швеція
- Кам'янець-Подільський район, Україна
- Колоньо-аль-Серіо, Італія

## Галерея

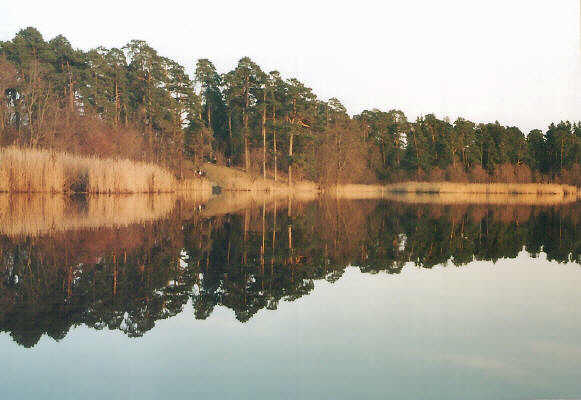
Озеро Вепряй
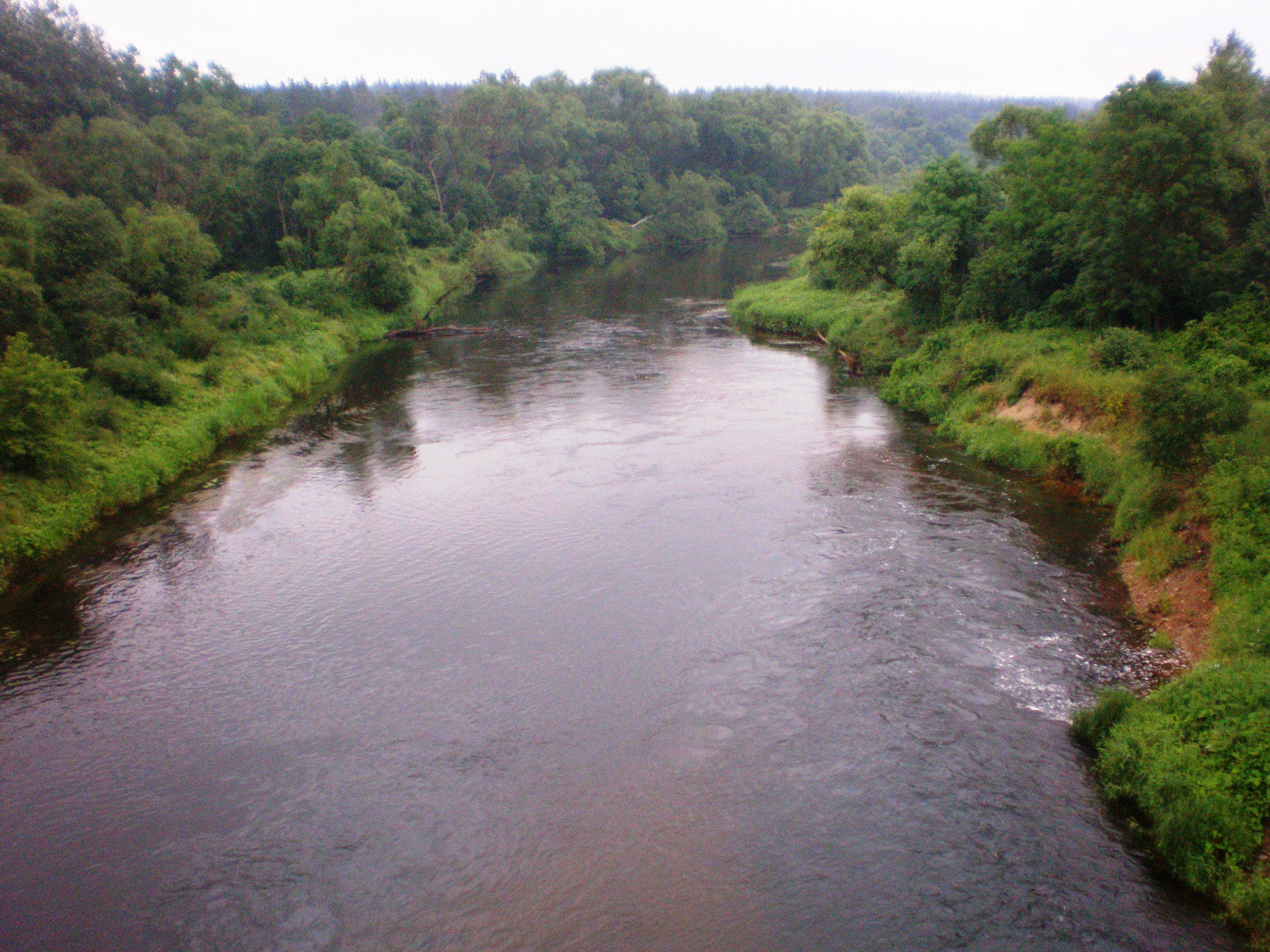
Річка Швянтої
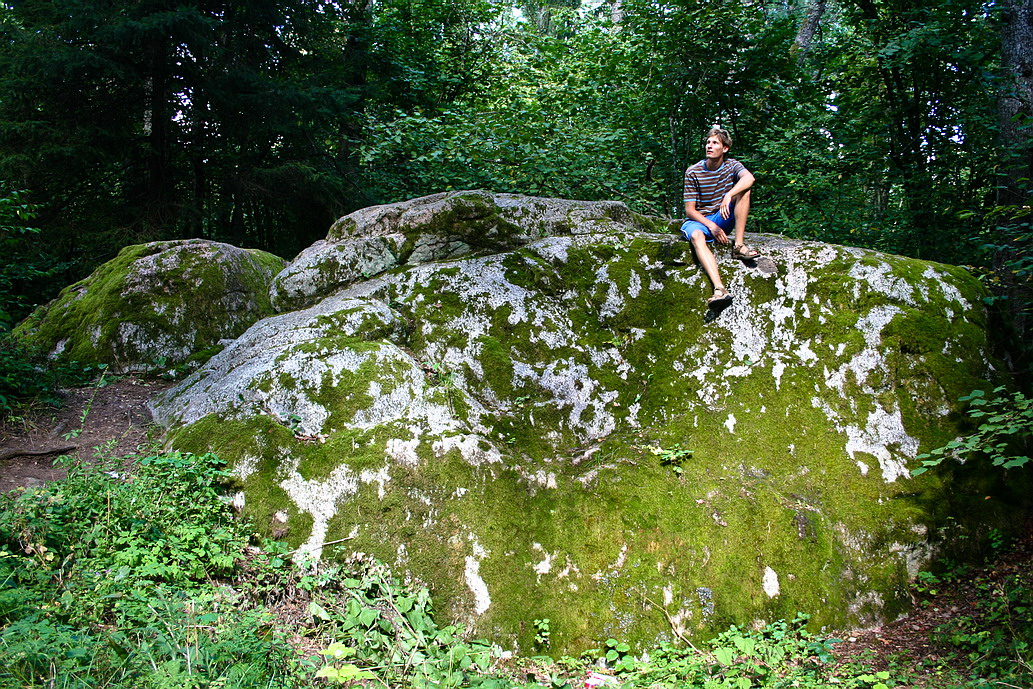
Камінь Мокас